# Rising Star (jaskinia)
Rising Star – system jaskiń w ramach rozległego stanowiska archeologicznego Swartkrans, w prowincji Gauteng w Południowej Afryce, około 50 kilometrów na północny zachód od Johannesburga.
Jaskinia, znana od lat 60. XX wieku, mierzy ponad sto metrów długości i składa się z korytarza głównego i dwóch jego odnóg zwężających się stopniowo do 25-centymetrowej wysokości przewężenia o nazwie Czołgający się Supermen. Za przewężeniem znajduje się największa sala jaskini, za którą przewężeniem o nazwie Grzbiet Dinozaura (w najwęższym miejsco 20 cm szerokości) przedostać się można do ostatniej sali Dinaledi (Sala Gwiazd, 9 metrów długości, metr szerokości, kalcytowe wyrostki). Istnieje teoria mówiąca, że sala Dinaledi miała w przeszłości inne, rozleglejsze połączenie z powierzchnią (od góry).
W sali Dinaledi znaleziono od 2013 ogółem 1550 okazów szczątków homininów z gatunku homo naledi reprezentujących co najmniej 15 osobników.